# Грб Новог Пазара
Грб Новог Пазара је званични симбол Града Новог Пазара и постојан је у три нивоа — као основни или мали, средњи и велики грб.

## Опште информације
Поред грба, Нови Пазар има и своју заставу одређену Статутом општине који је донет 27. маја 2002. године.
Грб Општине Нови Пазар има облик штита. По средини грба целом ширином штита графички је приказана тврђава са кулом и хидроцентрала са слаповима, испод хидроцентрале пут, а испод пута графички стилизоване реке Рашка и Јошаница. У дну штита уписан је број 1461. Основне боје грба су плава, бела, црвена и зелена, а присуство окер боје симбол је вековима старог града.